# Eldin Adilović
Eldin Adilović (ur. 8 lutego 1986 w Zenicy) – bośniacki piłkarz występujący na pozycji napastnika. Reprezentant Bośni i Hercegowiny w piłce nożnej od 15 grudnia 2007, kiedy zadebiutował w przegranym 0:1 meczu towarzyskim przeciwko Polsce.
Od 9 stycznia 2011 był testowany przez klub polskiej Ekstraklasy – Koronę Kielce. W 2012 został królem strzelców bośniackiej ekstraklasy, zdobywając 18 goli.

## Mecze w reprezentacji
| lp. | Data            | Miejsce | Gospodarz | vs | Gość                 | Wynik | Grał   | Uwagi                                                |
| --- | --------------- | ------- | --------- | -- | -------------------- | ----- | ------ | ---------------------------------------------------- |
| 1.  | 15 grudnia 2007 | Chorzów | Polska    | -  | Bośnia i Hercegowina | 1:0   | do 73' | mecz towarzyski, zmieniony przez Vladimira Karalicia |
| 2.  | 10 grudnia 2010 | Antalya | Polska    | -  | Bośnia i Hercegowina | 2:2   | od 46' | mecz towarzyski, zmienił Adina Dżaficia              |